# João Braz
João Braz Machado (São Brás de Alportel, 13 de Março de 1912 – Portimão, 22 de Junho de 1993) foi um poeta, jornalista e escritor português.

## Biografia
Tendo ganho o seu primeiro prémio em concurso de poesia aos 13 anos, veio a ser, por diversas vezes, eleito "Príncipe dos Poetas Algarvios", obtendo a consagração máxima em 1951, quando foi aclamado "Príncipe dos Poetas Portugueses", nos Jogos Florais Nacionais. 
Os seus versos foram declamados por alguns dos maiores declamadores nacionais, como João Villaret e Natália Correia, entre outros. 
Como jornalista, João Braz foi fundador e director de "A Rajada", tendo colaborado nos jornais "O Diabo", "Ala Esquerda", "Vibração", "Espectáculo", "Artes e Letras", "Diário de Lisboa", "Diário Illustrado", "Correio do Sul", "Jornal do Algarve" e "Diário do Alentejo". 

## Obras Seleccionadas

#### Livros:
- Esta Riqueza Que O Senhor Me Deu [2]
- Colectânea de Poemas de Dez Poetas Algarvios [3]

#### Peças de Teatro e Revistas:
- Casar por Anúncio
- Sendo Assim Está Certo
- Fitas Faladas
- Isto Só Visto
- Feira de Agosto
- Autos de El-Rei Xéxé
- Serração da Velha
- Máscaras